# Denkmal für die ermordeten Juden Europas
Das Denkmal für die ermordeten Juden Europas, kurz Holocaust-Mahnmal, in der historischen Mitte Berlins erinnert an die rund sechs Millionen Juden, die unter der Herrschaft Adolf Hitlers und der Nationalsozialisten ermordet wurden.

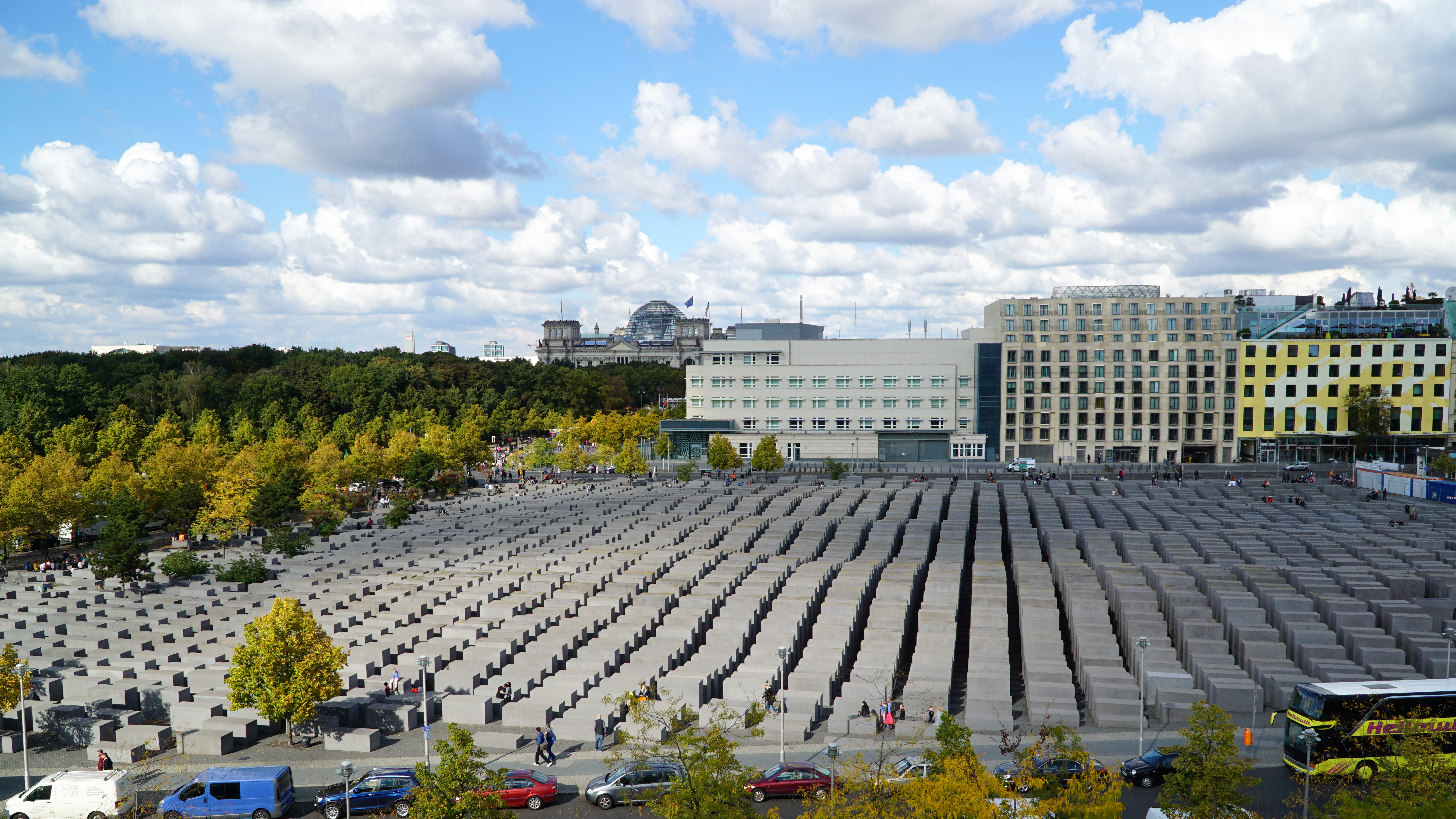
Blick von Süden auf das Mahnmal

Das von Peter Eisenman entworfene Mahnmal besteht aus 2711 quaderförmigen Beton-Stelen. Es wurde zwischen 2003 und Frühjahr 2005 auf einer 19.000 m² großen Fläche südlich des Brandenburger Tors errichtet. Am 10. Mai 2005 feierlich eingeweiht, ist es seit dem 12. Mai 2005 öffentlich zugänglich. Im ersten Jahr kamen über 3,5 Millionen Besucher.

## Lage
Das Denkmal für die ermordeten Juden Europas liegt im Westen des Bezirks Mitte, südlich des Brandenburger Tores, auf einer Fläche von 19.000 m² zwischen der Behrenstraße im Norden, der Cora-Berliner-Straße im Osten, der Hannah-Arendt-Straße im Süden und der Ebertstraße im Westen. Das Areal gehörte vor dem Zweiten Weltkrieg zu dem Gebiet der sogenannten Ministergärten. Auf dem Gelände stand die Stadtvilla von Joseph Goebbels; deren Bunker, der zuletzt bei der Schlacht um Berlin als Gefechtsstand der SS-Division „Nordland“ gedient hatte, kam bei den Bauarbeiten am Denkmal wieder ans Licht und wurde nach einer Dokumentation im Erdreich versiegelt. Zwischen 1961 und 1989 lag das Areal im unbebauten Geländestreifen direkt östlich der Berliner Mauer, dem sogenannten „Todesstreifen“, als Teil der Grenzsicherungsanlagen.

## Aufbau

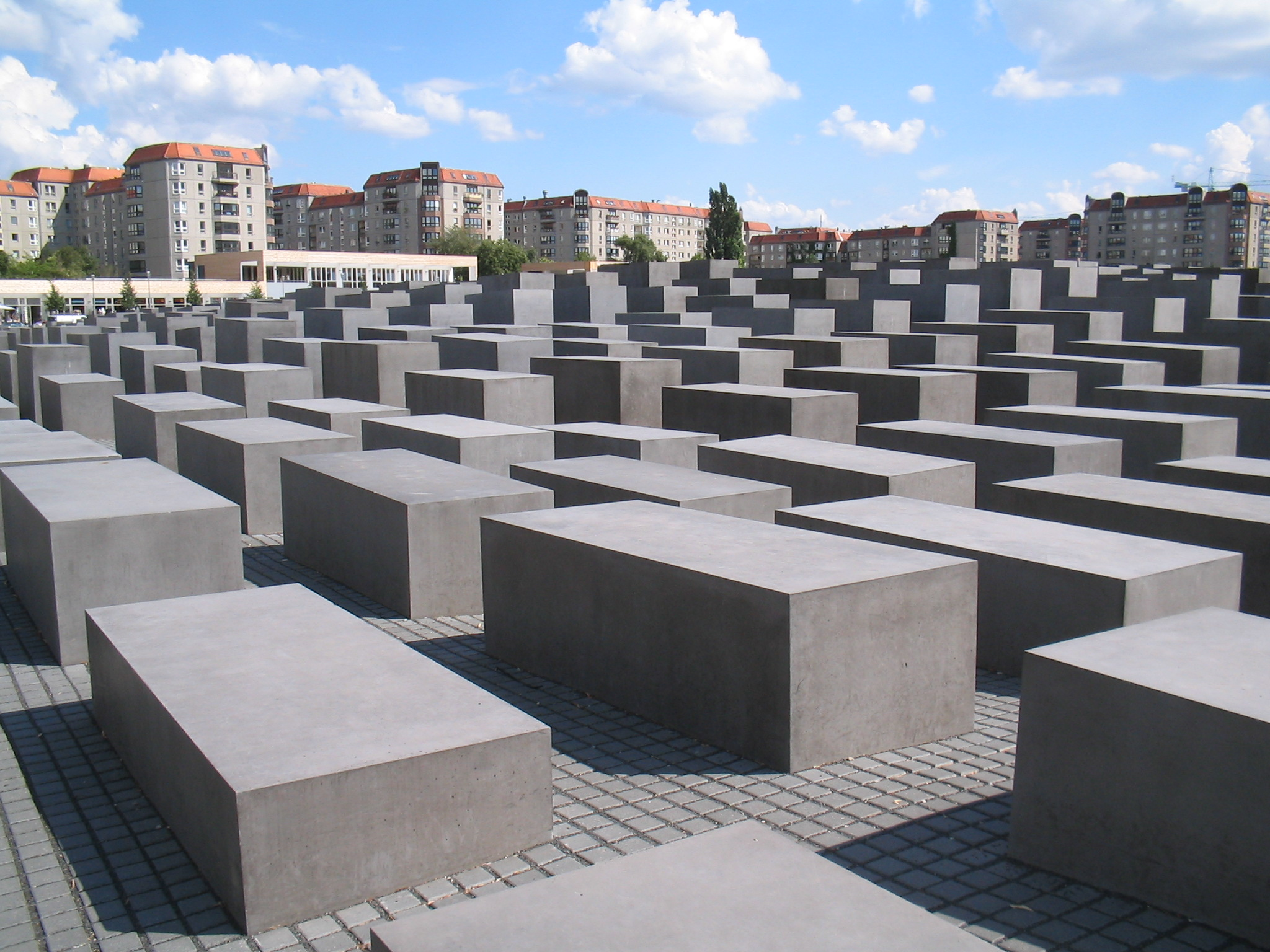
Holocaust-Mahnmal (2006)

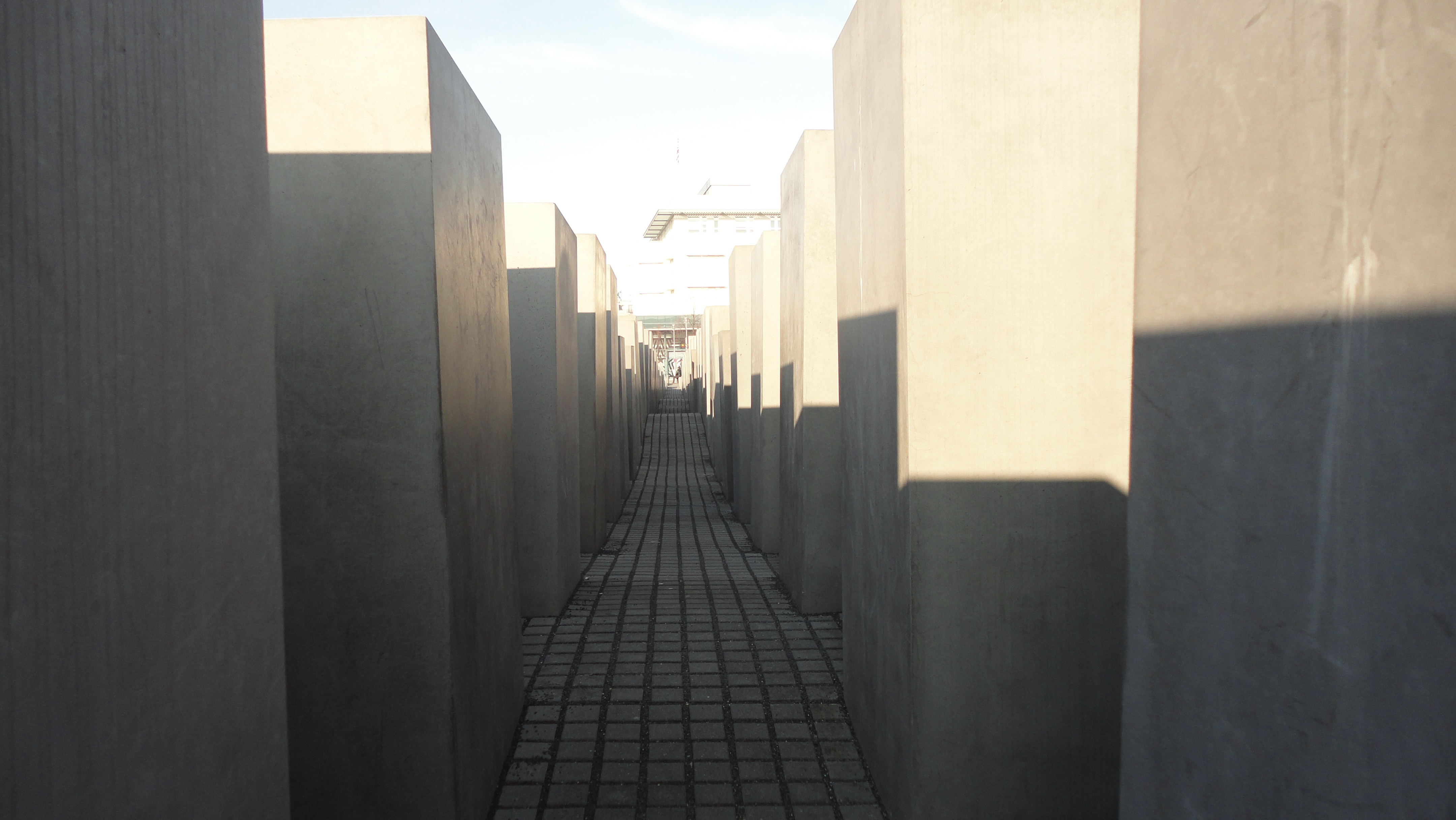
Ein Gang des Holocaust-Mahnmals mit welligem Boden

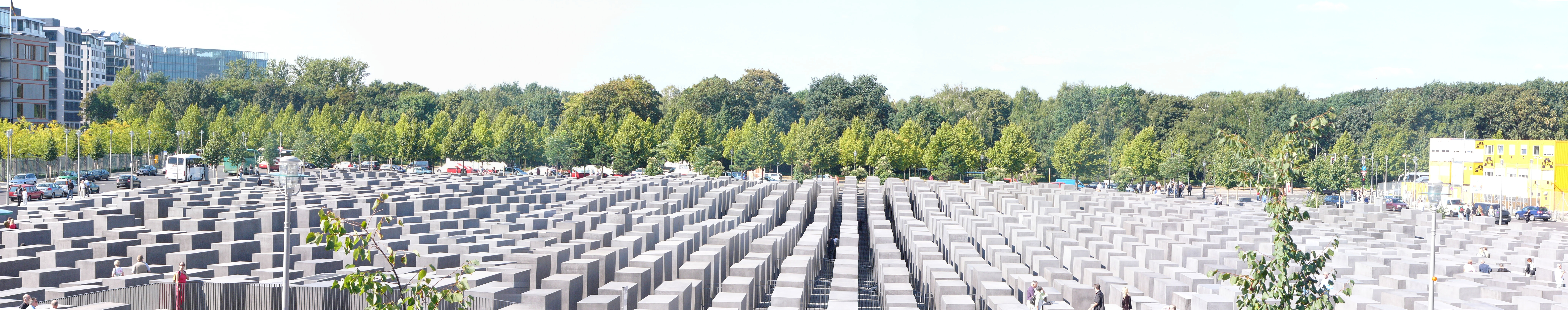
Panorama des Denkmals für die ermordeten Juden Europas (2006)

Auf der gewellten Grundfläche wurden 2711 – zwischen 0,5° und 2° geneigte – quaderförmige Stelen in parallelen Reihen aufgestellt (54 Nord-Süd- und 87 Ost-West-Achsen). Bei identischem Grundriss (2,38 m × 95 cm) weisen die Stelen unterschiedliche Höhen auf, zwischen ebenerdig (112 Stück im Gehweg) und 4,7 Meter. Ursprünglich waren von den nicht-ebenerdigen Stelen 367 niedriger als ein Meter, 869 hatten Höhen von ein bis zwei Metern, 491 Stelen waren zwischen zwei und drei Metern hoch, 569 Stelen hatten eine Höhe zwischen drei und vier Metern und 303 waren größer als vier Meter. Die schwerste Stele wiegt etwa 16 Tonnen. Am Rand des Stelenfeldes befinden sich 41 Bäume. Die gepflasterte rund 19.000 m² große Bodenfläche führt unter das Niveau der umgebenden Straßen. Die gleichmäßig 95 Zentimeter breiten Wege zwischen den Stelen sind für die Besucher voll begehbar, bieten allerdings nicht genügend Platz, um zu zweit nebeneinander zu gehen. Dreizehn Wegeachsen sind für Gehbehinderte und Rollstühle geeignet und besonders gekennzeichnet.
In einem mehrstufigen Verfahren sind die Stelen speziell oberflächenbehandelt, um eine einfache Entfernung von Graffiti zu gewährleisten. Die Zahl von ursprünglich 4000 Stelen wurde bei späteren Änderungen des Konzepts auf 2711 verringert und hat nach Auskunft der Denkmalstiftung keine symbolische Bedeutung. Seit 2008 zeigen sich zunehmend Risse an den Stelen.
Eine unterirdische, 930 m² große Gedenkausstellung (Ort der Information) ergänzt den Komplex. Sie besteht aus vier Ausstellungsräumen (778 m²), zwei Vortragsräumen (106 m²) und einem Buchladen (46 m²). An Computerstationen sind rund vier Millionen Namen jüdischer Holocaustopfer einsehbar; die Datenbank basiert auf dem Gedenkbuch – Opfer der Verfolgung der Juden unter der nationalsozialistischen Gewaltherrschaft in Deutschland und der Zentralen Datenbank der Namen der Shoah-Opfer der Gedenkstätte Yad Vashem.

## Stiftung Denkmal für die ermordeten Juden Europas
Betreut werden das Mahnmal und der zugehörige Ort der Information von der im Jahr 2000 gegründeten Stiftung Denkmal für die ermordeten Juden Europas, die auch als Bauherr auftrat. Die Stiftung betreut außerdem das Denkmal für die im Nationalsozialismus verfolgten Homosexuellen, das Denkmal für die im Nationalsozialismus ermordeten Sinti und Roma Europas sowie den Gedenk- und Informationsort für die Opfer der nationalsozialistischen „Euthanasie“-Morde.

## Geschichte

### Planungen und Entwürfe

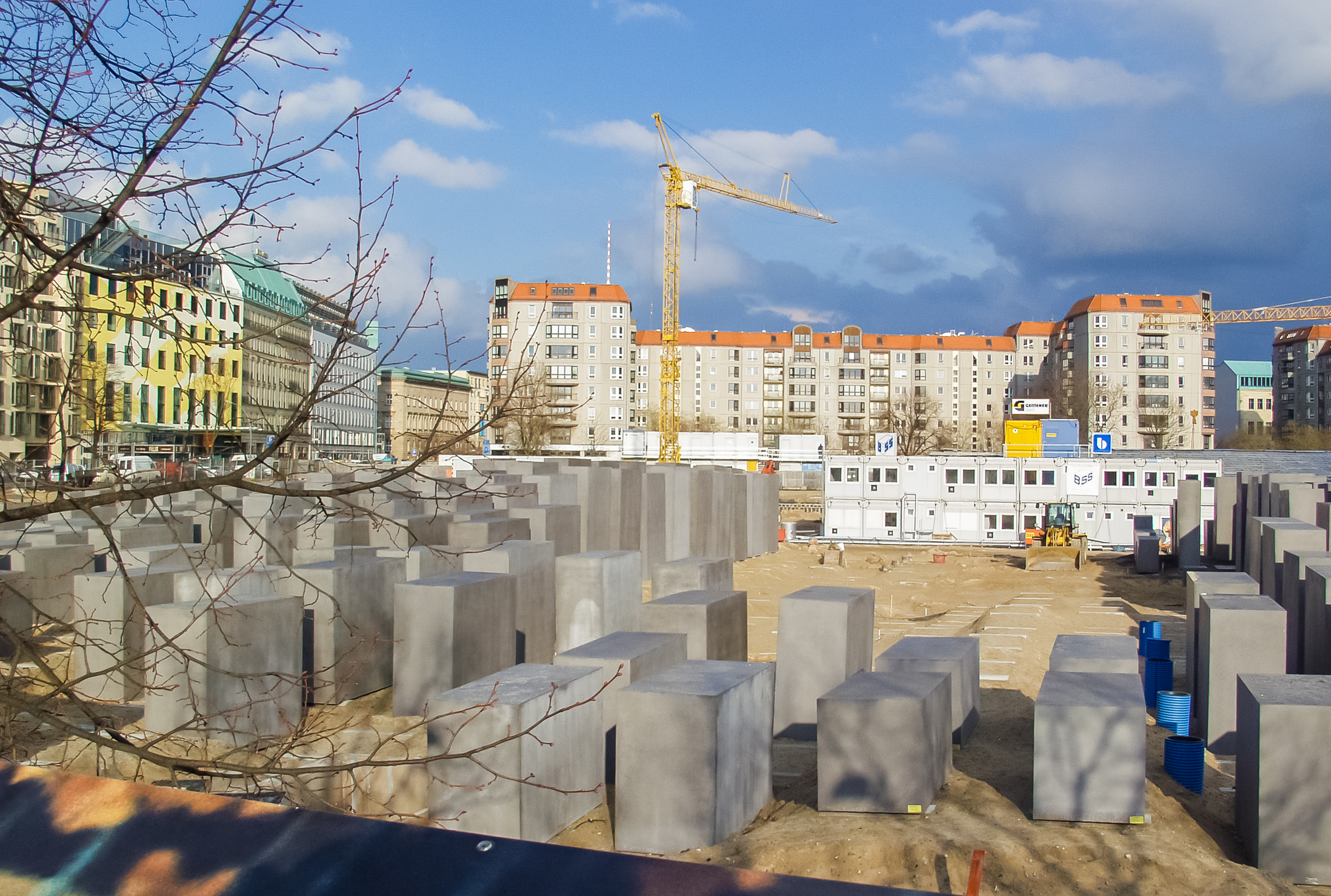
Das Holocaust-Mahnmal im Bau (März 2004)

Im Jahr 1988 regte die Publizistin Lea Rosh den Bau des Denkmals an. Ein Förderkreis wurde gegründet, und der Vorschlag fand zunehmend Unterstützung, auch in Form von Spenden.
Im Mai 1994 wurde ein Wettbewerb ausgeschrieben, getragen vom Land Berlin, der Bundesrepublik Deutschland und dem Förderkreis, bei dem 528 Arbeiten eingereicht wurden. Die Jury unter Vorsitz von Walter Jens traf keine eindeutige Entscheidung, sondern vergab zwei erste Preise an die Entwürfe von Simon Ungers und eine Künstlergruppe um Christine Jackob-Marks. Die Vertreter des Landes, des Bundes und des Förderkreises favorisierten schließlich den Entwurf von Jackob-Marks: eine 20.000 m² große schiefe Betonebene mit eingemeißelten Namen der Opfer. Bundeskanzler Helmut Kohl lehnte den Entwurf jedoch im Juni 1995 ab.
Im Juli 1997 wurden erneut Entwürfe von 25 Architekten und Bildhauern zu dem Projekt eingeholt, das nicht den Charakter einer zentralen Gedenkstätte erhalten sollte. In der Aufgabenbeschreibung dazu hieß es: „Das Denkmal kann und soll nicht die Aufgabe einer Gedenkstätte wahrnehmen, sondern soll die vorhandenen Gedenkstätten an historischen Orten der NS-Verbrechen ergänzen und ihnen zusätzliche öffentliche Aufmerksamkeit verschaffen. Gegenüber der Informations- und Dokumentationsaufgabe einer Gedenkstätte richten sich das Denkmal und der Ort der Erinnerung an die kontemplative und emotionale Empfänglichkeit des Besuchers.“
Die Findungskommission sprach sich für den aus einem Stelenfeld bestehenden Vorschlag des New Yorker Architekten Peter Eisenman und des New Yorker Bildhauers Richard Serra sowie einen Entwurf von Gesine Weinmiller aus; von den Auslobern wurden noch je ein Entwurf von Jochen Gerz und Daniel Libeskind in die Diskussion eingebracht. 1998 schied Serra im Streit mit Peter Eisenman aus der Arbeitsgemeinschaft aus, doch gab es wohl auch Differenzen mit der Bundesrepublik in ihrer Eigenschaft als Auftraggeberin.
Während Lea Rosh den Gerz-Entwurf und der Berliner Kultursenator den Libeskind-Entwurf favorisierte, trat Bundeskanzler Kohl für den Eisenman/Serra-Entwurf ein, der jedoch eine Überarbeitung anregte: das Denkmal sollte von einem Grüngürtel eingefasst werden, die Stelen sollten einen größeren Abstand erhalten und es sollten Inschriften angebracht werden.
Nachdem Kulturstaatsminister Michael Naumann als scharfer Kritiker des geplanten Denkmals seinen Gegenvorschlag dazu vorgebracht hatte, der die Errichtung eines Museums beinhaltete, überarbeitete Eisenman seinen Entwurf nochmals und ergänzte ihn durch ein „Haus der Erinnerung“ in einer 115 m langen Randbebauung.
Die Mahnmalinitiatorin Lea Rosh hatte mehrfach Kontroversen mit verschiedenen jüdischen Vertretern, die ihr oder ihrem Vorhaben kritisch gegenüberstanden, unter anderem mit Julius H. Schoeps. Ihr wurde darüber hinaus vorgeworfen, inhaltliche Kritik und Verbesserungsvorschläge „als versteckte Verhinderung des ganzen Projekts“ sowie „uneinsichtige Kritiker als Antisemiten … zu diffamieren“.

„Natürlich ist es wichtig, daß die Juden zustimmen können, aber die Auslober sind der Bund, das Land und wir. Ich habe dem damaligen Vorsitzenden des Zentralrats, Heinz Galinski, gesagt: ‚Halten Sie sich da raus, die Nachkommen der Täter bauen das Mahnmal, nicht die Juden. Aber es wäre schön, wenn Sie nicken könnten.‘ Galinski sagte, er werde nicken.“

### Beschluss und Bau
Am 25. Juni 1999 debattierte der Deutsche Bundestag ausführlich über den Bau des Denkmals. Anträge, das Mahnmal nicht zu bauen und die finanziellen Mittel stattdessen für andere NS-Gedenkstätten beziehungsweise für den Bau einer Jüdischen Universität in Berlin zu verwenden, fanden keine Mehrheit, ebenso wenig wie der Vorschlag des SPD-Abgeordneten Richard Schröder für einen von ihm angeregten Denkmalsentwurf. Der Antrag, das Mahnmal über die ermordeten Juden hinaus allen Opfern der NS-Herrschaft zu widmen, wurde abgelehnt. Beschlossen wurde der Bau des Denkmals, ergänzt durch einen unterirdischen Ort der Information nach dem modifizierten Eisenman-Entwurf, mit einer Mehrheit von 312 gegen 207 ablehnende Stimmen, wobei die Abgeordneten bei allen Abstimmungen nicht in geschlossenen Fraktionen votierten.
Die israelische Gedenkstätte Yad Vashem erklärte sich im Jahr 2000 bereit, eine Liste aller Namen der bekannten jüdischen Holocaust-Opfer für den Ort der Information zur Verfügung zu stellen.
Die Bundesrepublik übertrug mit Gesetz vom 17. März 2000 den Bau und die Unterhaltung des Denkmals einer neu gegründeten Stiftung Denkmal für die ermordeten Juden Europas, deren erster Vorsitzender Bundestagspräsident Wolfgang Thierse wurde. Erste Geschäftsführerin der Stiftung wurde die Historikerin Sybille Quack.
Der Bau wurde am 1. April 2003 begonnen und im Oktober 2003 unterbrochen, als bekannt wurde, dass für den Bau der Fundamente und der Stelen ein Anti-Graffiti-Schutz der Degussa AG in Auftrag gegeben werden sollte. Deren Tochterfirma Deutsche Gesellschaft für Schädlingsbekämpfung (Degesch) hatte in der Zeit des Nationalsozialismus das Giftgas Zyklon B hergestellt, das in Konzentrationslagern zur Ermordung von Juden eingesetzt wurde. Dass Lea Rosh ohne weitere Rücksprachen die Degussa vom Bau des Denkmals ausschließen wollte, sorgte für einen Eklat. Viele Kritiker, einschließlich Eisenman, warfen ihr vor, dies nur aus persönlicher Eitelkeit getan zu haben, und brachten vor, dass gerade die Degussa ihre Vergangenheit vorbildlich aufgearbeitet habe. Degussa konnte auch nachweisen, dass sie über eine Tochter bereits einen Betonverflüssiger für das Denkmal geliefert hatte – was bei einem Ausschluss den Abbruch der bisher gelieferten Stelen notwendig gemacht hätte. Am 13. November 2003 beschloss das Kuratorium der Stiftung Denkmal für die ermordeten Juden Europas den Weiterbau mit weiterer Beteiligung der Firma.
„Um sich anderen wissenschaftlichen Projekten zu widmen“, legte Sybille Quack das Amt der Geschäftsführung zum 31. März 2004 nieder. Ihr Nachfolger wurde der ehemalige Frankfurter Baudezernent Hans-Erhard Haverkampf (SPD), der zuvor den Neubau des Bundeskanzleramtes geleitet hatte. Nach Vorgabe der für den Bau der 2711 Stelen vorliegenden bauphysikalischen Gutachten wurde das Stelenfeld bis zum 15. Dezember 2004 mit einem öffentlichen Festakt fertiggestellt. Den Außenbereich bepflanzte man vorwiegend mit Nadelbäumen. Den unterhalb des Stelenfeldes befindlichen Ort der Information gestaltete Dagmar von Wilcken.

### Eröffnung
Am 10. Mai 2005 fand die feierliche Eröffnung des Denkmals in Gegenwart von rund 1300 Gästen aus aller Welt statt. Neben Bundespräsident Horst Köhler, Bundeskanzler Gerhard Schröder, dem Vorsitzenden der Bischofskonferenz, Karl Kardinal Lehmann, und dem Präsidenten des Zentralrats der Juden, Paul Spiegel, wohnten auch Holocaust-Überlebende wie Sabina van der Linden und Gabor Hirsch der Zeremonie bei. Geschäftsführer Haverkamp schied im August 2005 aus Altersgründen aus. An seine Stelle trat der Historiker Uwe Neumärker. Er leitet die Stiftung bis heute.

### Veranstaltungen
Am 9. Mai 2008 fand anlässlich des dritten Jahrestages der Eröffnung des Holocaustdenkmals ein Konzert statt. Das eigens für diesen Anlass komponierte Werk Vor dem Verstummen von Harald Weiss wurde mitten im Stelenfeld von Musikern des Kammersymphonieorchesters Berlin unter der Leitung des Dirigenten Lothar Zagrosek vor Tausenden Besuchern welturaufgeführt. Die Hörer hatten je nach Standort im Stelenfeld ein anderes Klangerlebnis. Mit jedem Schritt durch das Denkmal veränderte sich der Musikeindruck, hier war das eine, dort ein anderes der 24 Instrumente zu hören, dort wieder die Sängerin. Wegen des großen Aufwands konnte das Konzert nur ein einziges Mal gespielt werden. Seit 2013 existiert dieses Konzert als virtuelle Rekonstruktion auf einer Smartphone-App. Dazu wurden mit Unterstützung des Rundfunks Berlin Brandenburg alle 24 Musikinstrumente sowie der Gesang im Dezember 2012 in einem speziell entwickelten Verfahren neu aufgenommen.

### Vandalismus
Am 23. August 2008 wurden mehrere Säulen mit insgesamt elf Hakenkreuzen beschmiert. Es handelt sich um die größte Beschädigung des Denkmals seit 2005. Generell scheint der Vandalismus am Denkmal aber kein Problem zu sein.

### Baumängel

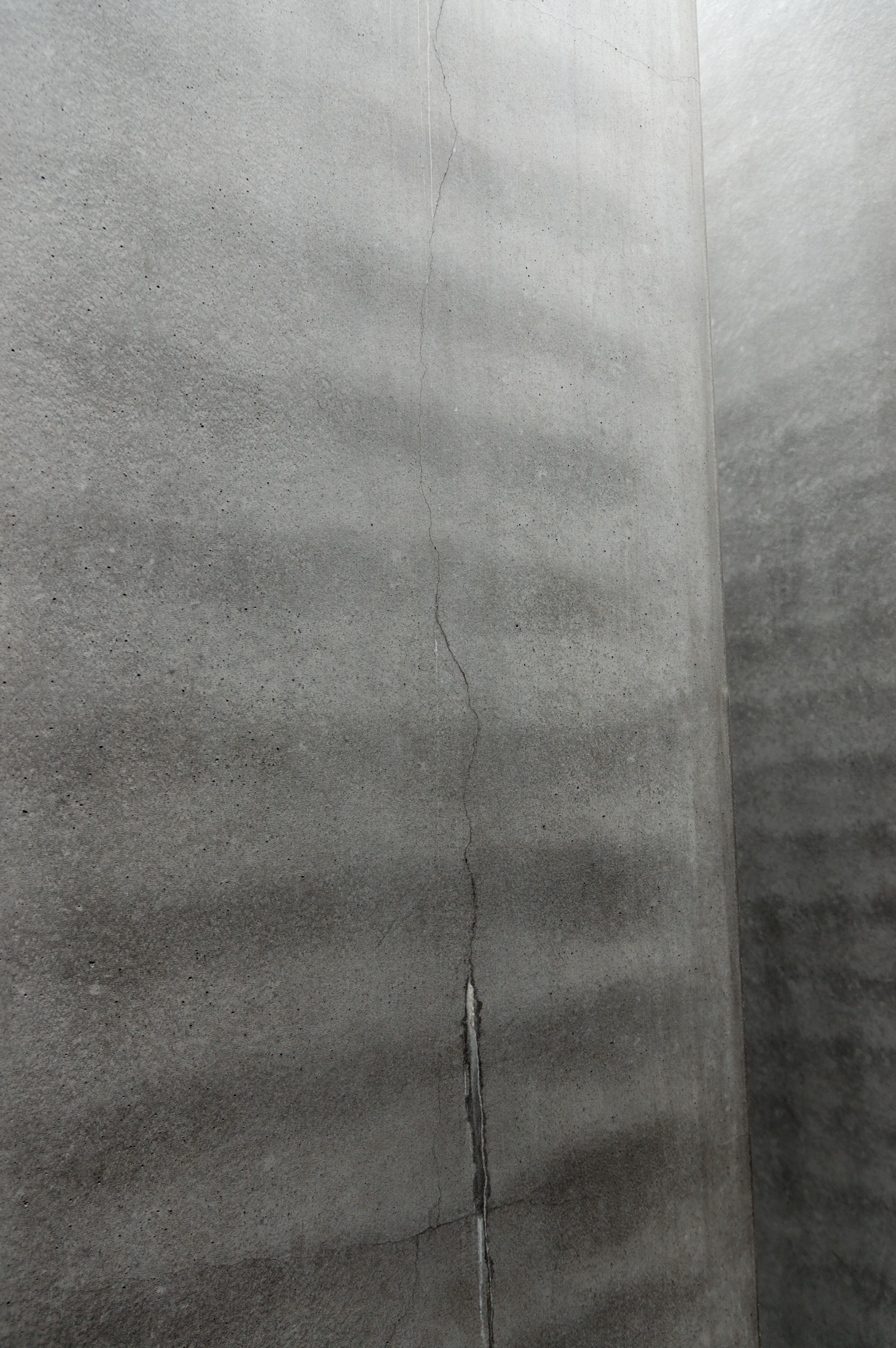
Risse am Mahnmal (2008)

Die Stelen sind hohl, um die Herstellungskosten und das Gewicht gering zu halten. Ihre Wandstärke beträgt rund 15 cm. Außerdem wurde bei Stelen, die bis zwei Meter hoch sind, im Vertrauen auf die gewählte Betonrezeptur auf eine innere Stahlbewehrung verzichtet. Bereits nach drei Jahren zeigten sich aber an rund 50 Prozent der Stelen Risse. Zur Feststellung der Ursache wurden Gutachten in Auftrag gegeben, so zunächst durch die Stiftung und dann – auch zur Beweissicherung für eine etwaige Gewährleistungshaftung – durch das Landgericht Berlin. Zu den bisher bekannten Ergebnissen gehört, dass es im Innern der Stelen an der sonnenzugewandten Seite zu Temperaturen von bis zu 80 °C kommt, während die andere Seite deutlich kühler bleibt, was zu Materialspannungen führt.
Ohne Hinweis an die Öffentlichkeit wurden in der Nacht vom 23. zum 24. Dezember 2010 zwei beschädigte Stelen aus dem Denkmal entfernt und in das Institut für Bauforschung (IBAC) der Rheinisch-Westfälischen Technischen Hochschule Aachen verbracht. Eine davon wurde dort zur Untersuchung zerlegt, die andere im Frühjahr 2011 wieder in das Denkmal eingesetzt, sodass das Denkmal seither nur noch aus 2710 Stelen besteht. Nach einem Bericht des Tagesspiegels waren im Jahr 2012 bereits 23 Stelen mit Stahlmanschetten gesichert und die „Stiftung Denkmal für die ermordeten Juden Europas“ habe mitgeteilt, dass jede siebte Stele ein Sicherungskandidat sei. 2014 zeigten sich mittlerweile weit über 2200 Stelen von Rissen durchzogen. Die Zahl der mit Manschetten gesicherten Stelen ist auf fast 50 erhöht, weitere 380 Manschetten sind bestellt. Die zu erwartenden Sanierungskosten werden auf einen zweistelligen Millionenbetrag geschätzt.

### Messerangriff
Am 21. Februar 2025 erfolgte im Stelenfeld ein Messerangriff auf einen spanischen Touristen, der dabei schwer verletzt wurde. Der Angriff wurde den Ermittlungen der Bundesanwaltschaft zufolge aus einer radikal-islamistischen und antisemitischen Überzeugung heraus durch einen in Deutschland aufhältigen Syrer begangen.

## Kosten
Für den Bau des Denkmals wurden 27,6 Millionen Euro aus Mitteln des Bundeshaushalts ausgegeben: 14,8 Millionen Euro für das Stelenfeld, 10,5 Millionen Euro für den Bau des Ortes der Information und 2,3 Millionen Euro für den Ausstellungsbau. Das Grundstück mit einem Wert von ca. 40 Millionen Euro stellte der Bund als Eigentümer des ehemaligen Mauerstreifens zur Verfügung. Bis zur Eröffnung wurden 900.000 Euro von privater Seite gespendet.
Die Stiftung, die das Denkmal trägt und die Öffentlichkeitsarbeit leistet, verfügt über einen Jahresetat von 3,124 Millionen Euro (Stand 2012), die aus dem Haushalt des Kulturstaatsministers finanziert werden. Wolfgang Thierse trat im Juni 2006 von seinem Posten als Vorstandsvorsitzender der Denkmalstiftung zurück, weil er diesen Etat für unterfinanziert hielt. Er forderte eine Erhöhung des Etats und eine organisatorische Zusammenführung mit anderen Gedenkstätten.

## Deutungsansätze
Im ursprünglichen Entwurf von Eisenman/Serra waren die Stelen keine themenbezogenen Symbole, es sollte vielmehr ein individuell erfassbares Erfahrungsfeld in einer „Zone der Instabilität“ entstehen. „Das Ausmaß und der Maßstab des Holocaust machen jeden Versuch, ihn mit traditionellen Mitteln zu repräsentieren, unweigerlich zu einem aussichtslosen Unterfangen. […] Unser Denkmal versucht, eine neue Idee der Erinnerung zu entwickeln.“ Peter Eisenman nannte das Stelenfeld einen „place of no meaning“ (‚Ort ohne bestimmte Bedeutung‘).
Im Laufe der Diskussion wurde die zunächst abstrakte Rolle der Stelen zunehmend mit interpretierenden Inhalten gefüllt; zum Beispiel sollten die Stelen an Grabsteine oder Sarkophage bzw. an die Asche der verbrannten Juden erinnern, die meistens in Gewässer oder in Gruben geworfen wurde. Der Förderkreis um Lea Rosh deutet die Stelen als Kenotaphe und vergleicht sie mit Kriegerdenkmälern und Soldatenfriedhöfen: Das sei nötig, weil die meisten ermordeten Juden kein eigenes Grab hätten. Die Stiftung sieht in der kaum merklichen Neigung der Pfeiler und dem scheinbar schwankenden Boden die Möglichkeit, ein „Gefühl der Verunsicherung“ zu erzeugen.
Auch Peter Eisenman selbst trug mit den Bildern vom „wogenden Weizenfeld“ und der „bewegten Meeresoberfläche“ zur Bedeutungsgebung bei.

## Kritik

### Konzeption
Der Historiker Reinhart Koselleck monierte, dass in der Gedenkstätte in der Neuen Wache in Berlin für die Opfer von Krieg und Gewaltherrschaft mit diesem Widmungstext die ermordeten Juden in eine „Opfergemeinschaft“ mit den Tätern gestellt worden seien. Das Denkmal für die ermordeten Juden, das als Folge der Kritik an der Gedenkstätte „Neue Wache“ errichtet werden soll, wäre nach Koselleck eine „erzwungene Konzession … nur der Juden zu gedenken und nicht der Millionen anderer unschuldiger Ermordeter“. Für diesen Ausschluss machte er Lea Rosh und den Vorsitzenden des Zentralrats der Juden in Deutschland Ignatz Bubis verantwortlich. Daraufhin verwies Bubis auf den Umstand, dass der Förderkreis von Nichtjuden getragen sei und er wie die meisten Juden dieses Denkmal für ihre Trauer nicht benötigt:

„Es ist Sache der Nichtjuden, ob sie in der deutschen Hauptstadt ein Mahnmal für das ermordete europäische Judentum errichten wollen oder nicht. Der Zentralrat ist deshalb auch nicht Mitglied des Förderkreises und weder in der Jury noch in einem anderen Gremium vertreten.“

Koselleck sah als Folge eines Denkmals für die ermordeten Juden die Notwendigkeit, auch anderen Opfergruppen, die ebenfalls im Holocaust ihr Leben ließen, eigene Denkmäler zu errichten.
Jan Philipp Reemtsma sieht Mahnmale als „Demonstrationen kollektiver Emotionen“, an denen nicht irgendwelche Einsichten vermittelt werden könnten. Von diesem Standpunkt aus stellte er beim Holocaust-Mahnmal die bislang ungeklärte Frage nach der „fundierenden Emotion“; er selbst nannte dazu als Angebote die Trauer, das Schuldempfinden, die Scham und den Schrecken, wobei er nur diese letzte Emotion als tragfähige Grundlage für das Holocaust-Gedenken sieht. Da ein gemeinsames Denkmal für alle Opfer keine Chance auf Realisierung hatte, forderte er ein eigenes für jede Opfergruppe. In der Folge wurden ein Denkmal für die im Nationalsozialismus ermordeten Sinti und Roma Europas, ein Denkmal für die im Nationalsozialismus verfolgten Homosexuellen sowie ein Gedenk- und Informationsort für die Opfer der nationalsozialistischen „Euthanasie“-Morde in der Hauptstadt errichtet.
Ursprünglich gab es Überlegungen, das Mahnmal auf dem Gelände der ehemaligen Gestapo-Zentrale in Berlin-Kreuzberg zu errichten, was aber vom Berliner Senat zugunsten des Aufbaus der Gedenkstätte „Topographie des Terrors“ abgelehnt wurde.
Die Vertreter der KZ-Gedenkstätten wandten sich zu Beginn der Planungen gegen eine „Zentralisierung des Gedenkens“ mit der Befürchtung, das Gedenken an den „authentischen Orten“ werde dadurch abgewertet. Des Öfteren wurde auch gefordert, auf das Mahnmal zu verzichten und die finanziellen Mittel den bestehenden unterfinanzierten Gedenkstätten zukommen zu lassen. Auch Bundeskanzler Gerhard Schröder, der letztendlich dem Mahnmal zustimmte, hätte ein dezentrales Gedenken an bestehenden Gedenkstätten vorgezogen, „denn das Grauen selber fand auch dezentral statt“. Seinen vielzitierten und kritisierten Wunsch, das Denkmal möge ein Ort sein, an den man gerne geht, konkretisierte er später in einem Interview: „Ich möchte nicht, daß da Schulklassen hingeschleppt werden, weil es sich so gehört. Vielmehr solle man hingehen, weil man das Bedürfnis hat, sich zu erinnern und auseinanderzusetzen.“

### Form, Größe und Ort

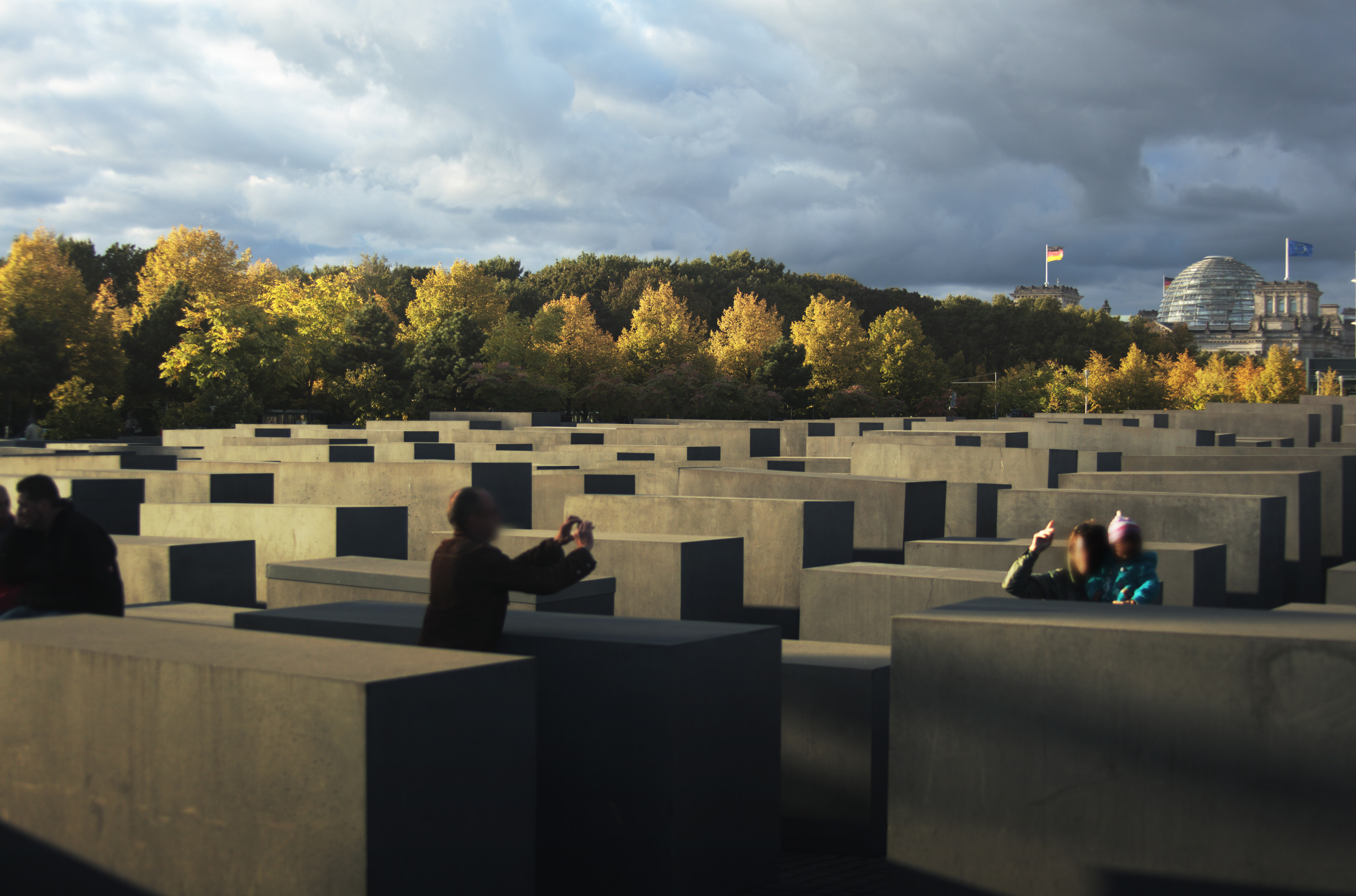
Blick vom Stelenfeld zum Großen Tiergarten, im Hintergrund das Reichstagsgebäude

In der Öffentlichkeit gab und gibt es kontroverse Diskussionen um die Monumentalität des Denkmals und seine Errichtung im Herzen der Hauptstadt Berlin.
Der spätere SPD-Kulturstaatsminister Michael Naumann verglich 1998 den Entwurf von Eisenman mit der Architektur von Hitlers Baumeister Albert Speer. In der minimalistischen Abstraktion sah er die „Manifestation eines verständlichen Fluchtbedürfnisses, weg von der Geschichte […] hin zur Abstraktion.“ Nach zwei oder drei Generationen werde die Geschichte nicht mehr verstanden. Stattdessen plädierte er für ein Museum als „Denk-Stätte“, um die Geschichte des Holocausts auf didaktisch rationale Weise zu vermitteln: „Ein Museum kann auch Mahnmal sein.“
Auch im Rahmen der „Walser-Bubis-Kontroverse“ war das Mahnmal Thema. Der Schriftsteller Martin Walser bezeichnete es 1998 in der Frankfurter Paulskirche als „fußballfeldgroßen Alptraum im Herzen der Hauptstadt“, „Kranzabwurfstelle“ und „Monumentalisierung der Schande“. Nach der Fertigstellung äußerte er sich allerdings positiv zum Denkmal. Spiegel-Gründer Rudolf Augstein wandte sich 1998 in einem Debattenbeitrag gegen das „Schandmal“, das „gegen die Hauptstadt und das in Berlin sich neu formierende Deutschland gerichtet“ sei, und schrieb, dieses Mahnmal schaffe „Antisemiten, die vielleicht sonst keine wären“. Tobias Jaecker kritisierte diese Äußerung, weil damit Juden selber die Schuld am Antisemitismus unterstellt werde. Der Regierende Bürgermeister Eberhard Diepgen gehörte 1998 aus grundsätzlichen Erwägungen zu den Kritikern; er fürchtete, Berlin könne durch das Mahnmal zu einer „Hauptstadt der Reue“ werden.

### Herstellungskosten
Der Publizist Henryk M. Broder gehört zu den prominenten Kritikern des Denkmals. In einer Folge der satirischen Fernsehreihe Entweder Broder – Die Deutschland-Safari sprach er 2010 von Geldverschwendung: Mit dem bereitgestellten Geld hätte man „vielen Überlebenden [des Holocausts], die heute in Polen, Tschechien und woanders am Existenzminimum leben, wirklich helfen können“. Seine Einstellung hatte er schon zuvor in Essays dargelegt.

### Werbeaktionen
Die Art und Weise der Werbung für die Neuerrichtung eines Mahnmals, das in Deutschland angesichts einer Vielzahl authentischer Holocaust-Gedenkstätten völlig unnötig sei, wurde kritisiert. Spektakuläre Werbeaktionen durch die Initiative von Lea Rosh hätten andere Mahnmale in der Aufmerksamkeit der Öffentlichkeit zurückfallen lassen. Rosh hatte unter anderem in einer Telefonwerbeaktion eine 0190er-Rufnummer schalten lassen und die Kampagne erst nach heftigen Protesten eingestellt.
Auch eine Plakataktion unter dem Slogan „Den Holocaust hat es nie gegeben“ und die Ankündigung von Rosh bei der Einweihungsveranstaltung, sie werde zur Authentisierung einen von ihr in der Gedenkstätte Vernichtungslager Belzec aufgefundenen Backenzahn in einer der Stelen des Denkmals einbetonieren lassen, führten zu Kontroversen. Lea Rosh wurde der unmittelbaren Verantwortung für das Denkmal enthoben.

### Umstrittene Nutzung durch Besucher
Umstritten ist die Nutzung des Areals durch Anwohner und Touristen, die das Mahnmal beispielsweise als Kinderspiel- und Picknickplatz und als Selfie-Kulisse nutzen oder die (im Bikini) auf den Stelen ein Sonnenbad nehmen. Architekt Peter Eisenman hatte dies bereits bei Eröffnung vorhergesehen und sah einer derartigen Nutzung gelassen entgegen:

„Wenn man dem Auftraggeber das Projekt übergibt, dann macht er damit, was er will – es gehört ihm, er verfügt über die Arbeit. Wenn man morgen die Steine umwerfen möchte, mal ehrlich, dann ist es in Ordnung. Menschen werden im dem Feld picknicken. Kinder werden in dem Feld Fangen spielen. Es wird Mannequins geben, die hier posieren, und es werden hier Filme gedreht werden. Ich kann mir gut vorstellen, wie eine Schießerei zwischen Spionen in dem Feld endet. Es ist kein heiliger Ort.“

Opfervertreter hingegen lehnen eine derartige Nutzung ab und weisen darauf hin, dass derartiges Verhalten etwa in einer KZ-Gedenkstätte als unangebracht angesehen würde.
Der Künstler Shahak Shapira griff diese kritische Sicht im Januar 2017 mit seinem Satireprojekt Yolocaust auf. Auf der Website yolocaust.de kombinierte er online abrufbare Selfies, die am Mahnmal entstanden waren, mit historischen Fotos von Massengräbern und KZ-Häftlingen in erbarmungswürdigem Zustand. Die Betrachter sahen beim Ansteuern der Bilder mit dem Mauszeiger die Personen aus den Selfies plötzlich nicht mehr in der Umgebung des Holocaust-Mahnmals, sondern inmitten eines nationalsozialistischen Vernichtungslagers. Die Website wurde von 2,5 Millionen Menschen besucht, das Projekt wurde medial stark rezipiert. Nach einer Woche beendete Shapira das Projekt. Tatsächlich hatten sich alle zwölf Personen bei Shapira gemeldet, die auf den verwendeten Selfies abgebildet waren. Fast alle von ihnen entschuldigten sich und löschten die Selfies auf ihren Facebook- oder Instagram-Profilen.
In den Jahren 2011 und 2012 posierten vermehrt Benutzer der App Grindr für ihre Profilbilder vor dem Mahnmal. Der CEO von Grindr, welcher solche Aufnahmen noch 2011 als inspirierend bezeichnet hatte, distanzierte sich schließlich jedoch.

### Positive Kritik und Erfolg
Eine Architekturkritik beschreibt eine erstaunliche Akustik, die die städtische Umgebung beim Eintreten in die schmalen Wege schnell zurücktreten lässt und ein Spannungsfeld zwischen geometrisch-strenger Form und vielfältigen und metaphorischen Assoziationen entstehen lasse. Dies mache einen Besuch des Stelenfelds zum Event, zur unmittelbaren Erfahrung, die eine inhaltliche Auseinandersetzung überlagere.
Das Kunstwerk wurde im Ansturm der ersten Monate stark frequentiert und bereits kurz nach der Eröffnung aktiv in das Berliner Stadtleben – insbesondere bei Jugendlichen – und den Berlin-Tourismus einbezogen. Nach der Eröffnung im Mai 2005 besuchten bis zum Jahresende etwa 350.000 Gäste den Ort der Information; dieser gehörte 2012 mit rund 470.000 Besuchern zu den zehn meistfrequentierten Museen und Gedenkstätten in Berlin.
Das Holocaust-Mahnmal erhielt 2006 die Auszeichnung der US-Zeitschrift Travel and Leisure im Bereich „Kulturbauten/Kulturelle Räume“, im gleichen Jahr den zweiten Platz beim „Globe Award for Best Worldwide Tourism Project“ der „British Guild of Travel Writers“ und 2007 den „Institute Honor Award for Architecture“ des American Institute of Architects, der als höchste Anerkennung für Architektur in den USA gilt.
Kia Vahland würdigte Anfang 2017 die Bedeutung des Holocaust-Mahnmals für die Erinnerungskultur und Vergangenheitsbewältigung in Deutschland.

## Trivia

### Holocaust-Mahnmal Bornhagen

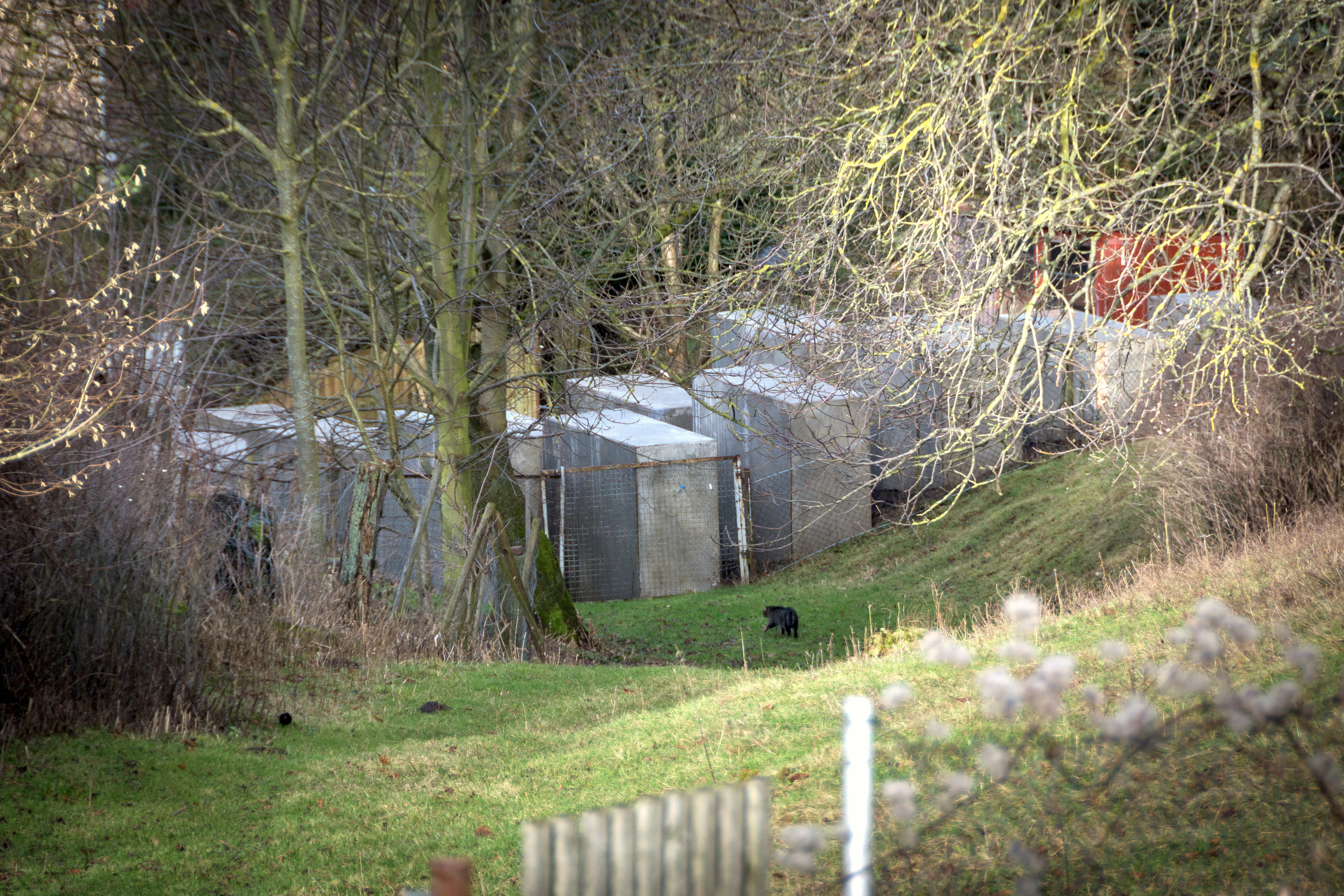
„Holocaust-Mahnmal Bornhagen“ mit 24 Stelen, eine Nachbildung des Berliner Holocaust-Mahnmals

Im Januar 2017 hielt der Vorsitzende der AfD Thüringen Björn Höcke eine Rede im Ballhaus Watzke in Dresden, in der er sagte: „Wir Deutschen […] sind das einzige Volk der Welt, das sich ein Denkmal der Schande in das Herz seiner Hauptstadt gepflanzt hat.“ Anschließend forderte Höcke eine „erinnerungspolitische Wende um 180 Grad“. Die Rede löste in Medien und Politik Protest und heftige Reaktionen aus.
Um gegen Höckes Rede zu protestieren, errichtete das Zentrum für politische Schönheit (ZPS) im November 2017 unter dem Motto „Bau das Holocaust-Mahnmal direkt vor Höckes Haus!“ einen verkleinerten Nachbau des Berliner Holocaust-Mahnmals im thüringischen Bornhagen. Das „Holocaust-Mahnmal Bornhagen“ befindet sich auf einem gepachteten, 18 × 13 Meter großen Nachbargrundstück in Sichtweite zu Höckes Wohnhaus und besteht aus 24 Beton-Stelen, die zwei Meter aus dem Boden ragen. Dieser „Erweiterungsbau“ des Berliner Holocaust-Mahnmals entstand in einer Bauzeit von nur fünf Tagen und wurde am 22. November 2017 enthüllt.

### Verwandte Formgebungen

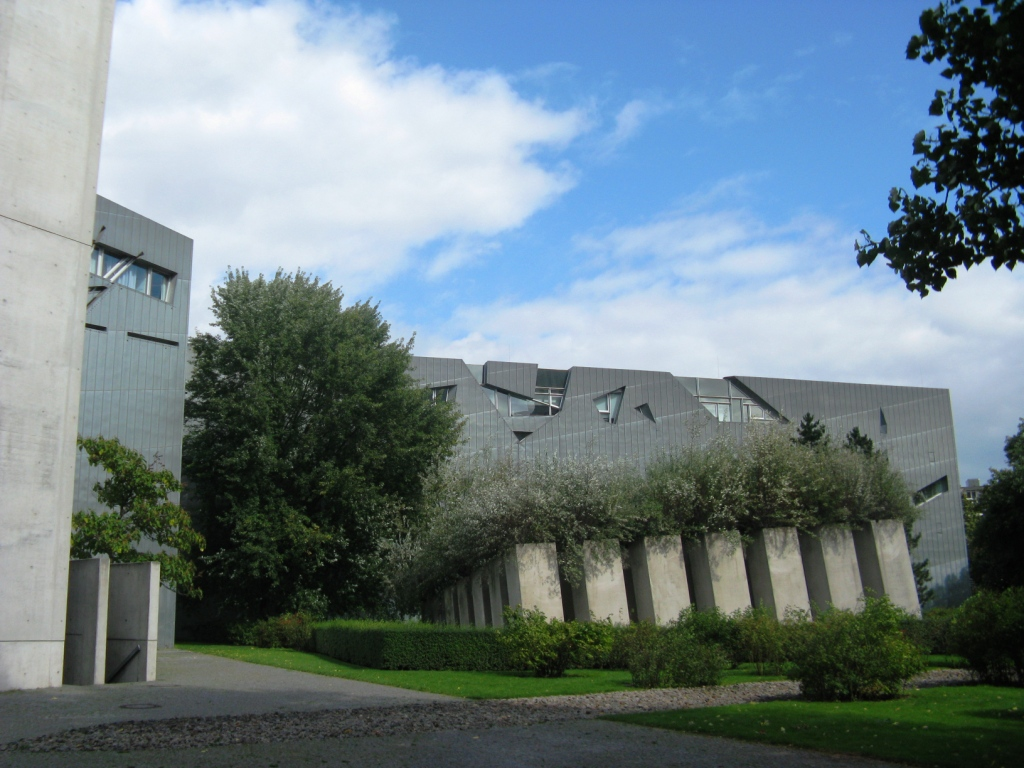
Garten des Exils vor dem Jüdischen Museum Berlin

Im Garten des Jüdischen Museums in Berlin steht ein kleines Säulenfeld, das ebenfalls das Gefühl eines schwankenden Bodens vermittelt. Die Ähnlichkeit von Eisenmans Stelenfeld mit dem Garten des Exils des damals im Bau befindlichen Jüdischen Museums veranlasste dessen Architekten Daniel Libeskind zu Plagiatsvorwürfen, der Streit konnte aber beigelegt werden.
Ein ähnliches Feld bestehend aus 72 identischen Granitsäulen (je 4,5 m Höhe und 90 cm Breite) schuf die französische Künstlerin Aurélie Nemours unter dem Namen L’alignement du XXIe siècle seit den 1980er Jahren in einem Park der französischen Stadt Rennes; diese Anlage hat aber keinen Bezug zum Holocaust.

## Preise
Seit 2010 verleiht der Förderkreis Denkmal für die ermordeten Juden Europas e. V. den Preis für Zivilcourage gegen Rechtsradikalismus, Antisemitismus und Rassismus.